# Prelight Films
Prelight Films est une société française de production audiovisuelle basée à Lyon et fondée en 2005.
Prelight Films propose une approche sensible du film en privilégiant des productions qui offrent un regard original et personnel sur le monde. Ses productions sont minutieusement choisies afin d’incarner dans la diversité l’esprit et les aspirations artistiques de Prelight Films.
Prelights Films s’est fait notamment connaître avec la production d’une collection de documentaires de 52 minutes intitulée Bandes Originales (en anglais In the Tracks of), consacrée aux plus grands compositeurs de musique de film. 
Yellow Bandini Production reprend la suite de la ligne éditoriale de Prelight Films à partir de 2020.

## Filmographie

### Documentaires
- 2006 - Bandes originales - Gabriel Yared - 52 min
- 2007 - Bandes originales - Maurice Jarre - 52 min et 80 min
- 2010 - Bandes originales - Georges Delerue - 52 min et 76 min
- 2012 - Bandes originales - Lalo Schifrin - 52 min
- 2013 - Bandes originales - Bruno Coulais - 52 min
- 2015 - Bandes originales - Alexandre Desplat - 52 min